# Jeunes Gens mécontents
Pour plus de détails, voir Fiche technique et Distribution.
Jeunes Gens mécontents (Die zornigen jungen Männer) est un film allemand réalisé par Wolf Rilla, sorti en 1960.

## Synopsis
Hambourg, 1960. L'histoire raconte la rencontre de trois jeunes hommes très différents de la toute jeune République fédérale et la manière dont leurs destins se mêlent. Fred Plötz, directeur de la publicité, se cherche depuis une sérieuse déception en tant que coureur de jupons qui ne recherche que le moment de bonheur instable et à court terme. Quand il rencontre l'étudiante Kirsten, qui est très différente de toutes ses amies précédentes, la couche protectrice autour de lui se brise après un long moment et il recommence à tomber amoureux. Kirsten retourne ses sentiments. Un ami de Plötzens est un avocat du même âge, Jürgen Faber. Le troisième protagoniste masculin de l'histoire est Gerd Schneider, médecin en chef à l'hôpital Magdalenen. Il est un médecin non conventionnel obsédé par son métier qui veut étudier les aliments frelatés nocifs. Tous trois se frottent aux conditions sociales de l'Allemagne saturée d'après-guerre de l'époque Adenauer.
L'investigation empirique scientifiquement fondée de Schneider est une source d’inquiétude pour Pflüger, PDG de la société de chimie Drigena, car ses recherches reposent principalement sur une préparation Drigena, qui est loin d’être particulièrement correcte. La législation actuelle sur les denrées alimentaires ne permet pas encore de lutter contre des produits ambigus de ce type. Pflüger envisage de désavouer le jeune chimiste, aussi ambitieux que dangereux pour son entreprise, en lui envoyant une call-girl nommée Irene von Chledowsky. Elle doit se lier avec Gerd Schneider et informer de ses travaux de recherche. Irene utilise toutes ses armes de femme, mais elle n'a aucune chance avec Gerd. Alors qu'elle se présente comme patiente à l'hôpital Magdalenen pendant quelques jours, il fait preuve d'un profond désintérêt. La tentative de Pfluger d'éliminer Schneider en tentant de corrompre son employeur en faisant don d'une machine cœur-poumon d'une valeur de 100 000 DM en échange du licenciement de Schneider reste infructueuse.
Comme dernière arme, Pflüger envoie Fred Plötz, un homme pas trop scrupuleux. Il doit faire faire chuter le médecin de quelque manière. Fred, qui entreprend la tâche sans hésiter, voit Schneider et le reconnaît comme un vieil ami et camarade de guerre jusqu'à sa fin en 1945. Pendant une soirée dans l'atelier de Fred, Gerd quitte la maison pour un court instant. Schneider lui montre à l'hôpital de Magdalenen plusieurs cas désespérés d'intoxication par des composés tels que le Drigena. Fred sait maintenant qu'il fut embauché pour une mauvaise cause. De retour à la fête, il se saoule, dégoûté par Pflüger et lui-même. Il commence à hurler et à rire et lance un appel à sa Kirsten, qui vomit le comportements de Fred, si bien qu'elle pourrait bien s'engager avec quelques autres hommes si elle ne lui trouve plus de faveur. Gerd part, accompagné d'Irene, tôt dans la soirée. Dans son appartement, ils se rapprochent.
Le lendemain, Plötz va voir Pflüger et déclare qu'il ne poursuivra pas sa mission. Il a fait du directeur général et de son entreprise un ennemi. Pflüger veut maintenant forcer Schneider à se mettre à genoux avec ses propres façons : il exige Irène qu'elle accuse Schneider l'avoir violé en la droguant après la fête. Le procureur Karlebach, complice de Pflüger, met Schneider sous une pression énorme. Plötz informe immédiatement son ami, l'avocat Jürgen Faber, qui incite maintenant Irene à se désavouer. Avec cette confession sous le bras, il se présente avec Gerd Schneider devant Pflüger. Ainsi, le dernier atout du chef d'entreprise peu scrupuleux n'est plus valable.
Lors de la conférence de presse spécialement organisée pour faire don d'une machine cœur-poumon à l'hôpital Magdalenen, censé écarter Schneider, le plan échoue. Schneider publie son enquête, le scandale éclate. Les jeunes gens mécontents ont gagné. Fred est toujours désespéré que Kirsten a préféré un autre homme cette nuit-là. Jürgen lui dit de ne pas la laisser tomber maintenant, après tout, il était ivre. Il y a un discussion entre Fred Plötz et sa petite amie Kirsten. Mais cela ne mène à rien et se termine par une dispute violente. Prise de panique, la jeune fille saute de son véhicule, court dans la place de la mairie de Hambourg et disparaît dans la foule des passants. Fred retourne à sa voiture, seul et résigné.

## Fiche technique
- Titre français : Jeunes Gens mécontents[1]
- Titre original : Die zornigen jungen Männer
- Réalisation : Wolf Rilla
- Scénario : Will Berthold
- Musique : Rolf Wilhelm
- Direction artistique : Franz Bi, Bruno Monden
- Photographie : Heinz Schnackertz (de)
- Montage : Ingeborg Taschner
- Production : Franz Seitz Jr.
- Société de production : Franz Seitz Filmproduktion
- Pays d'origine :  Allemagne de l'Ouest
- Langue : allemand
- Format : Noir et blanc - 1,66:1 - mono - 35 mm
- Genre : Drame
- Durée : 87 minutes
- Dates de sortie :
  -  Allemagne de l'Ouest : 28 avril 1960.
  -  Suède : 17 avril 1961.
  -  France : 27 novembre 1963[1].

## Distribution
- Horst Frank : Gerd Schneider
- Hansjörg Felmy : Fred Plötz
- Joachim Fuchsberger : Jürgen Faber
- Dawn Addams : Irene von Chledowsky
- Hans Nielsen : Pflüger
- Gisela Tantau : Kirsten
- Hans Quest : Pater
- Armin Dahlen (de) : Karlebach

## Source de traduction
- (de) Cet article est partiellement ou en totalité issu de l’article de Wikipédia en allemand intitulé « Die zornigen jungen Männer » (voir la liste des auteurs).